# Campeonato Citadino de Sorocaba de 1942
O Campeonato de Futebol da Liga Sorocaba de Futebol (LISOFU) de 1942 foi a sétima edição do Campeonato Citadino de Sorocaba.
Disputada entre 27 de Março e 22 de Novembro daquele ano, teve o Estrada como campeão e o São Bento na segunda colocação. As duas equipes disputaram ponto a ponto a liderança, porém um tropeço do Bentão culminou na liderança do Estrada de Ferro.
Nesta edição o Savoia teve que alterar seu nome para Clube Atlético Votorantim, por intermédio do governo brasileiro que proibiu o uso de nomes estrangeiros no país.
Ao todo, foram 72 jogos, com 288 gols marcados (uma média de 4 por jogo).
Antes do Campeonato Citadino houve um Torneio Início, promovido pela LISOFU, onde se sagrou vencedor o Savoia. 

## Participantes
- Corinthians Futebol Clube
- Estrada de Ferro Sorocabana Futebol Clube
- Associação Atlética Funcionários Municipais
- Votoran Futebol Clube
- Clube Atlético Botafogo
- Esporte Clube São Bento
- Fortaleza Clube
- Associação Atlética Piratininga
- Sport Club Savoia (Clube Atlético Votorantim após 28/09/1942)

## Torneio Início
|  | Quartas de final | Quartas de final | Quartas de final |        |               | Semifinais | Semifinais | Semifinais |  |  | Final | Final     | Final |
|  |                  |                  |                  |        |               |            |            |            |  |  |       |           |       |
|  |                  |                  |                  |        |               |            |            |            |  |  |       |           |       |
|  |                  | EF Sorocabana    | 2                |        |               |            |            |            |  |  |       |           |       |
|  |                  | Piratininga      | 0                |        |               |            |            |            |  |  |       |           |       |
|  |                  | Piratininga      | 0                |        | EF Sorocabana | 0          |            |            |  |  |       |           |       |
|  |                  |                  |                  |        | EF Sorocabana | 0          |            |            |  |  |       |           |       |
|  |                  |                  | Fortaleza        | 1      |               |            |            |            |  |  |       |           |       |
|  |                  | Fortaleza        | Fortaleza        | 1      | 1             |            |            |            |  |  |       |           |       |
|  |                  | Fortaleza        |                  |        | 1             |            |            |            |  |  |       |           |       |
|  |                  | Func. Municipais | 0                |        |               |            |            |            |  |  |       |           |       |
|  |                  |                  |                  |        |               |            |            |            |  |  |       | Fortaleza | 0     |
|  |                  |                  |                  | Savoia | 1             |            |            |            |  |  |       |           |       |
|  |                  | Botafogo         | 1                |        |               |            |            |            |  |  |       |           |       |
|  |                  | São Bento        | 2                |        |               |            |            |            |  |  |       |           |       |
|  |                  | São Bento        | 2                |        | São Bento     | 1          |            |            |  |  |       |           |       |
|  |                  |                  |                  |        | São Bento     | 1          |            |            |  |  |       |           |       |
|  |                  |                  | Savoia           | 2      |               |            |            |            |  |  |       |           |       |
|  |                  | Corinthians      | Savoia           | 2      | 0             |            |            |            |  |  |       |           |       |
|  |                  | Corinthians      |                  |        | 0             |            |            |            |  |  |       |           |       |
|  |                  | Savoia           | 3                |        |               |            |            |            |  |  |       |           |       |

## Tabela
PRIMEIRO TURNO
27/03 - Corinthians FC 2x6 EF Sorocabana
27/03 - Votoran FC 0x3 Func. Municipais
30/03 - CA Botafogo 1x3  EC Sao Bento
30/03 - Fortaleza 2x0 AA Piratininga
07/04 - SC Savoia 1x1 Func. Municipais
07/04 - Votoran FC 0x5 EF Sorocabana
14/04 - AA Piratininga 2x4 EC Sao Bento
14/04 - CA Botafogo 3x1 Corinthians FC
21/04 - Corinthians FC 2x1 Fortaleza
21/04 - Votoran FC 0x6 SC Savoia
28/04 - EC Sao Bento 3x3 Fortaleza
28/04 - Corinthians FC 1x2 AA Piratininga
04/05 - EF Sorocabana 3x1 Func. Municipais
04/05 - CA Botafogo 4x1 Votoran FC
04/05 - SC Savoia 1x0 AA Piratininga
11/05 - Func. Municipais 0x0 Fortaleza
11/05 - EC Sao Bento 3x0 Corinthians FC
18/05 - EF Sorocabana 6x0 AA Piratininga
18/05 - SC Savoia 3x2 CA Botafogo
24/05 - Fortaleza 0x2 Votoran FC
24/05 - EC Sao Bento 1x0 Func. Municipais
31/06 - EF Sorocabana 2x0 CA Botafogo
31/06 - Corinthians FC 2x1 Votoran FC
31/06 - SC Savoia 2x3 EC Sao Bento
07/06 - Fortaleza 0x1 CA Botafogo
07/06 - Votoran FC 0x4 AA Piratininga
07/06 - EC Sao Bento 3x4 EF Sorocabana
14/06 - Func. Municipais 3x1 AA Piratininga
14/06 - Fortaleza 2x2 SC Savoia
14/06 - EC Sao Bento 6x1 Votoran FC
21/06 - Func. Municipais 0x2 CA Botafogo
21/06 - SC Savoia 3x1 Corinthians FC
21/06 - Fortaleza 0x2 EF Sorocabana
28/06 - AA Piratininga 2x2 CA Botafogo
28/06 - EF Sorocabana 1x1 SC Savoia
28/06 - Func. Municipais 4x0 EC Corinthians
SEGUNDO TURNO
05/07 - EF Sorocabana 3x3 Corinthians FC
05/07 - Func. Municipais 10x0 Votoran FC
12/07 - EC Sao Bento 4x3 CA Botafogo
12/07 - AA Piratininga 1x4 Fortaleza
19/07 - Func. Municipais 1x1 SC Savoia
19/07 - EF Sorocabana 4x1 Votoran FC
26/07 - Func. Municipais 0x1 Corinthians FC
26/07 - Votoran FC 0x2 EC Sao Bento
09/08 - EC Sao Bento 3x2 AA Piratininga
09/08 - Corinthians FC 0x4 CA Botafogo
16/08 - Votoran FC 2x5 SC Savoia
16/08 - Corinthians FC 1x4 Fortaleza
23/08 - SC Savoia 0x1 Corinthians FC
23/08 - EF Sorocabana 0x0 CA Botafogo
30/08 - EC Sao Bento 1x0 Fortaleza
30/08 - Corinthians FC 1x4 AA Piratininga
06/09 - SC Savoia 8x0 AA Piratininga
06/09 - CA Botafogo 8x4 Votoran FC
06/09 - Func. Municipais 2x4 EF Sorocabana
13/09 - Corinthians FC 0x1 EC Sao Bento
13/09 - Fortaleza 2x1 Func. Municipais
20/09 - SC Savoia 2x2 EC Botafogo
20/09 - EF Sorocabana 3x0 AA Piratininga
27/09 - Votoran FC 3x1 Corinthians FC
11/10 - Func. Municipais 2x2 EC Sao Bento
11/10 - Votoran FC 0x5 Fortaleza
18/10 - SC Savoia (CA Votorantim) 3x0 Fortaleza
18/10 - Votoran FC 2x0 AA Piratininga
25/10 - EC Sao Bento 1x2 SC Savoia (CA Votorantim)
01/11 - AA Piratininga 2x4 Func. Municipais
01/11 - CA Botafogo 2x0 Fortaleza
08/11 - EF Sorocabana 2x0 Fortaleza (Título)
08/11 - CA Botafogo 5x0 AA Piratininga
15/11 - SC Savoia (CA Votorantim) 1x0 EF Sorocabana
15/11 - Func. Municipais 1x4 CA Botafogo
22/11 - EF Sorocabana 4x2 EC Sao Bento

## Classificação final
| 1 | Estrada          | 16 | 25 | 12 | 1 | 3  | 49 | 16 | 33  |
| 2 | São Bento        | 16 | 24 | 11 | 2 | 3  | 42 | 24 | 18  |
| 3 | Savoia           | 16 | 23 | 9  | 5 | 2  | 42 | 17 | 25  |
| 4 | Botafogo         | 16 | 21 | 9  | 3 | 4  | 45 | 23 | 22  |
| 5 | Func. Municipais | 16 | 14 | 5  | 4 | 7  | 33 | 24 | 9   |
| 6 | Fortaleza        | 16 | 13 | 5  | 3 | 8  | 23 | 23 | 0   |
| 7 | Corinthians      | 16 | 9  | 4  | 1 | 11 | 17 | 43 | -26 |
| 8 | Piratininga      | 16 | 7  | 3  | 1 | 12 | 20 | 47 | -27 |
| 9 | Votoran          | 16 | 6  | 3  | 0 | 13 | 17 | 65 | -48 |
| J - Jogos; PG - Pontos ganhos; V - Vitórias; E - Empates; D - Derrotas; GP - Gols Pró; GC - Gols contra; SG - Saldo de gols |                  |    |    |    |   |    |    |    |     |

## Premiação
| Campeão Amador de Sorocaba de 1942      |
| --------------------------------------- |
| Estrada de Ferro Sorocabana (1º título) |